# 마시프상트랄

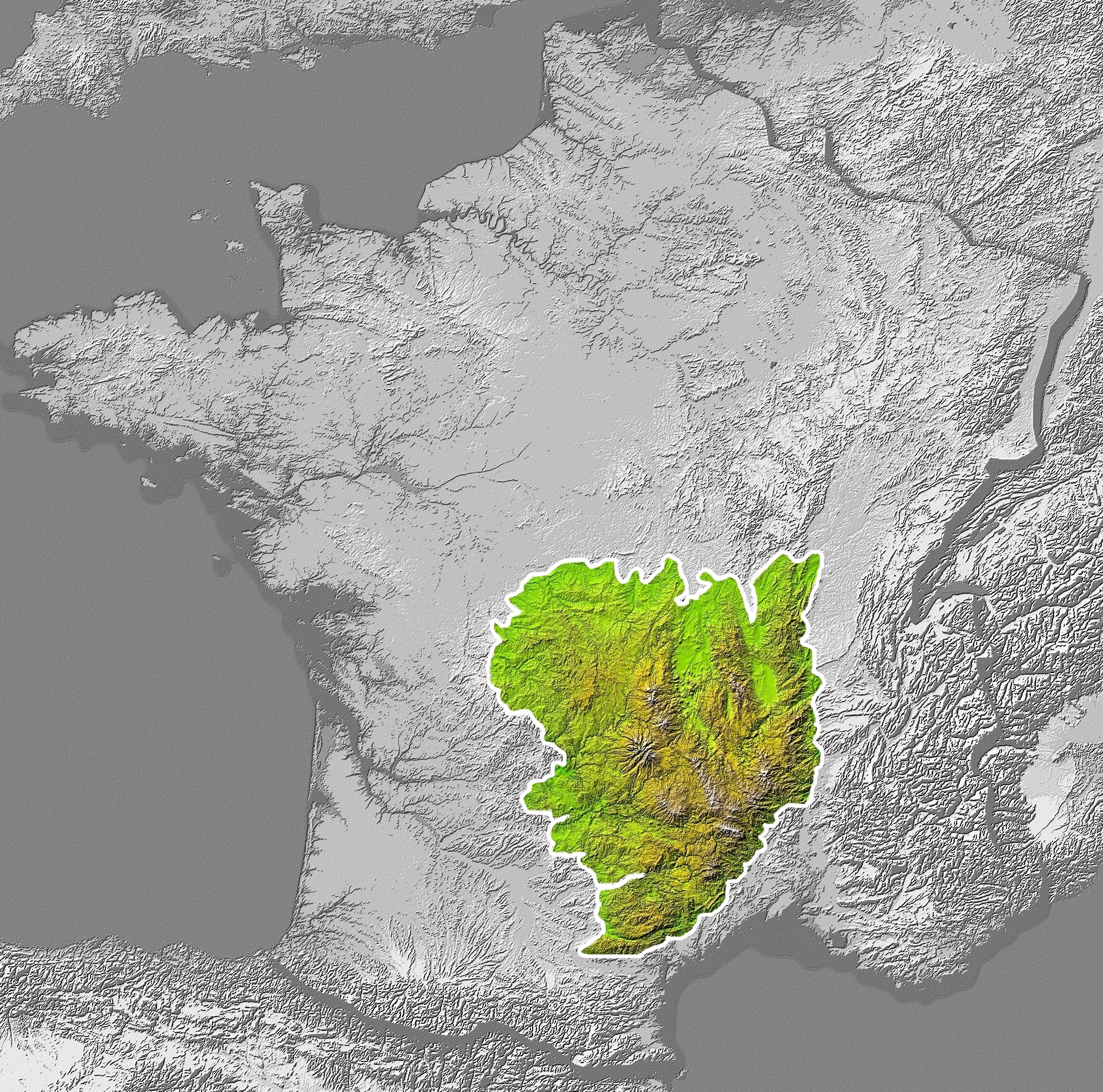
프랑스 지도에 표시된 마시프상트랄의 위치

마시프상트랄(프랑스어: Massif Central)은 프랑스 중부와 남부에 걸쳐 있는 산맥이다. 마시프상트랄은 프랑스어로 "중앙고원", "중앙산괴"를 뜻한다. 프랑스 국토 전체 면적의 약 1/6(15%)를 차지하며 오베르뉴, 부르고뉴, 랑그도크루시용, 리무쟁, 미디피레네, 론알프에 걸쳐 있다.
10,000년 전에 종료된 화산 활동으로 인해 마시프상트랄의 산지가 알프스산맥에서 분리되었으며 론강에는 남북으로 갈라진 틈이 형성되었다. 론강에 생긴 이 틈을 "론강의 고랑"(sillon rhodanien)이라고 부른다.
마시프상트랄은 한동안 프랑스에서 교통 환경이 좋지 않은 곳으로 여겨졌지만 A75 고속도로가 개통되면서 프랑스 남부와 북부의 여행이 편리해졌고 이 지역의 개발이 활성화되었다.

## 주요 산
- 퓌드상시(Puy de Sancy, 높이 1,886m)
- 플롱뒤캉탈(Plomb du Cantal, 높이 1,855m)
- 퓌마리(Puy Mary, 높이 1,787m)
- 몽로제르산(Mont Lozère, 높이 1,699m)
- 몽테구알산(Mont Aigoual, 높이 1,567m)
- 퓌드돔(Puy de Dôme, 높이 1,465m)

## 같이 보기
- 프랑스의 지리